# No Rest for the Wicked Tour
No Rest for the Wicked Tour es el nombre de una gira de conciertos realizada por el cantante británico Ozzy Osbourne y su banda entre 1988 y 1989, respaldando el lanzamiento del álbum No Rest for the Wicked.

## Personal

### 1987–1988
- Ozzy Osbourne – Voz
- Zakk Wylde – Guitarra
- Phil Soussan – Bajo
- Randy Castillo – Batería
- John Sinclair – Teclados

### 1988
- Ozzy Osbourne – Voz
- Zakk Wylde – Guitarra
- Bob Daisley – Bajo
- Randy Castillo – Batería
- John Sinclair – Teclados

### 1988–1989
- Ozzy Osbourne – Voz
- Zakk Wylde – Guitarra
- Geezer Butler – Bajo
- Randy Castillo – Batería
- John Sinclair – Teclados

## Lista de canciones

### Canciones tocadas
1. "I Don't Know"
2. "Flying High Again"
3. "Devil's Daughter"
4. "Mr Crowley"
5. "Demon Alcohol"
6. "Over the Mountain"
7. "Believer"
8. "Shot in the Dark"
9. "Bloodbath in Paradise" y solo de guitarra
10. "Sweet Leaf"
11. "War Pigs"
12. "Tattooed Dancer" y solo de batería
13. "Fire in the Sky"
14. "Miracle Man"
15. "Suicide Solution"
16. "Killer of Giants"
17. "Iron Man" y "Crazy Train"
18. "Bark at the Moon"
19. "Close My Eyes Forever"
20. "Paranoid"

### Setlist típico (1988–1989)
1. "I Don't Know"
2. "Flying High Again"
3. "Mr. Crowley"
4. "Shot in the Dark"
5. "Bloodbath in Paradise" con solo de guitarra
6. "Sweet Leaf"
7. "War Pigs"
8. "Tattooed Dancer" con solo de batería
9. "Miracle Man"
10. "Suicide Solution"
11. "Iron Man" y "Crazy Train"
12. "Bark at the Moon"
13. "Paranoid"

### Europa
1. "Bark at the Moon"
2. "Suicide Solution"
3. "Over the Mountain"
4. "Fire in the Sky"
5. "Mr Crowley"
6. "Demon Alcohol"
7. "Shot in the Dark"
8. "I Don't Know"
9. "Flying High Again"
10. "Bloodbath in Paradise" con solo de guitarra
11. "Miracle Man"
12. "Sweet Leaf"
13. "War Pigs"
14. "Tattooed Dancer" con solo de batería
15. "Iron Man" y "Crazy Train"
16. "Paranoid"

### Moscow Music Peace Festival
1. "I Don't Know"
2. "Shot in the Dark"
3. "Suicide Solution"
4. "Tattooed Dancer"
5. "Flying High Again"
6. "Miracle Man"
7. "Sweet Leaf"
8. "War Pigs"
9. "Crazy Train"
10. "Paranoid"

## Fechas
| Fecha                        | Ciudad                                | País           | Escenario                                                                                    |   |
| ---------------------------- | ------------------------------------- | -------------- | -------------------------------------------------------------------------------------------- | - |
| Pre-Gira                     | Pre-Gira                              | Pre-Gira       | Pre-Gira                                                                                     | ? |
| 28 de julio de 1987          | Hammersmith                           | Inglaterra     | HM Prison Wormwood Scrubs                                                                    |   |
| 15 de diciembre de 1987      | Nueva York                            | Estados Unidos | Hard Rock Cafe                                                                               |   |
| Europa (primera etapa)       |                                       |                |                                                                                              |   |
| 23 de junio de 1988          | Dublín                                | Irlanda        | The Olympic Ballroom                                                                         |   |
| 24 de junio de 1988          | Dublín                                | Irlanda        | The Olympic Ballroom                                                                         |   |
| 25 de junio de 1988          | Belfast                               | Irlanda        | Nugent Hall                                                                                  |   |
| 27 de junio de 1988          | Leeds                                 | Inglaterra     | Leeds University Refectory                                                                   |   |
| 28 de junio de 1988          | Glasgow                               | Escocia        | Barrowlands Ballroom                                                                         |   |
| 29 de junio de 1988          | Manchester                            | Inglaterra     | The Ritz                                                                                     |   |
| 1 de julio de 1988           | Newcastle                             | Inglaterra     | Mayofair Ballroom                                                                            |   |
| 2 de julio de 1988           | Leicester                             | Inglaterra     | Polytechnic Arena                                                                            |   |
| 3 de julio de 1988           | Hull                                  | Inglaterra     | Hull City Hall                                                                               |   |
| 5 de julio de 1988           | Redcar                                | Inglaterra     | Redcar Bowl                                                                                  |   |
| 6 de julio de 1988           | Nottingham                            | Inglaterra     | Nottingham Rock City                                                                         |   |
| 7 de julio de 1988           | Folkestone                            | Inglaterra     | Leas Cliff Hall                                                                              |   |
| 9 de julio de 1988           | Cambridge                             | Inglaterra     | Cambridge Corn Exchange                                                                      |   |
| 10 de julio de 1988          | Bristol                               | Inglaterra     | Bristol Studio Ballroom                                                                      |   |
| 11 de julio de 1988          | Leicester                             | Inglaterra     | "The Polytechnic" Arena                                                                      |   |
| 13 de julio de 1988          | Londres                               | Inglaterra     | The Forum                                                                                    |   |
| 14 de julio de 1988          | Londres                               | Inglaterra     | The Forum                                                                                    |   |
| 15 de julio de 1988          | Redcar                                | Inglaterra     | Redcar Bowl                                                                                  |   |
| 17 de julio de 1988          | Kingston upon Hull                    | Inglaterra     | Hull City Hall                                                                               |   |
| 18 de julio de 1988          | Nottingham                            | Inglaterra     | Rock City                                                                                    |   |
| 19 de julio de 1988          | Manchester                            | Inglaterra     | The Ritz                                                                                     |   |
| 21 de julio de 1988          | Leeds                                 | Inglaterra     | University Refectory                                                                         |   |
| 22 de julio de 1988          | Newcastle                             | Inglaterra     | Mayofair Ballroom                                                                            |   |
| 23 de julio de 1988          | Glasgow                               | Escocia        | Barrowland Ballroom                                                                          |   |
| Norteamérica (primera etapa) |                                       |                |                                                                                              |   |
| 16 de noviembre de 1988      | Pensacola, Florida                    | Estados Unidos | Pensacola Bay Center                                                                         |   |
| 17 de noviembre de 1989      | Atlanta                               | Estados Unidos | Omni Coliseum                                                                                |   |
| 19 de noviembre de 1988      | Miami                                 | Estados Unidos | Miami Arena                                                                                  |   |
| 20 de noviembre de 1988      | Tampa, Florida                        | Estados Unidos | USF Sun Dome                                                                                 |   |
| 22 de noviembre de 1988      | Greensboro, North Carolina            | Estados Unidos | Greensboro Coliseum                                                                          |   |
| 23 de noviembre de 1988      | Charlotte, North Carolina             | Estados Unidos | Bojangles' Coliseum                                                                          |   |
| 25 de noviembre de 1988      | Hampton, Virginia                     | Estados Unidos | Hampton Coliseum                                                                             |   |
| 26 de noviembre de 1988      | Landover, Maryland                    | Estados Unidos | Capital Center                                                                               |   |
| 28 de noviembre de 1988      | Pittsburgh                            | Estados Unidos | Civic Arena                                                                                  |   |
| 29 de noviembre de 1988      | Buffalo, Nueva York                   | Estados Unidos | Buffalo Memorial Auditorium                                                                  |   |
| 1 de diciembre de 1988       | Rochester, Nueva York                 | Estados Unidos | Rochester Community War Memorial Arena                                                       |   |
| 2 de diciembre de 1988       | Philadelphia                          | Estados Unidos | Spectrum                                                                                     |   |
| 3 de diciembre de 1988       | New Haven                             | Estados Unidos | New Haven Coliseum                                                                           |   |
| 5 de diciembre de 1988       | Hempstead                             | Estados Unidos | Nassau Coliseum                                                                              |   |
| 6 de diciembre de 1988       | Portland                              | Estados Unidos | Cumberland County Civic Arena                                                                |   |
| 8 de diciembre de 1988       | East Rutherford                       | Estados Unidos | Meadowlands                                                                                  |   |
| 9 de diciembre de 1988       | Providence                            | Estados Unidos | Providence Civic Arena                                                                       |   |
| 10 de diciembre de 1988      | Worcester                             | Estados Unidos | Centrum                                                                                      |   |
| 12 de diciembre de 1988      | Richfield, Ohio                       | Estados Unidos | Richfield Coliseum                                                                           |   |
| 14 de diciembre de 1988      | Indianápolis                          | Estados Unidos | Market Square Arena                                                                          |   |
| 15 de diciembre de 1988      | Milwaukee                             | Estados Unidos | Bradley Center                                                                               |   |
| 17 de diciembre de 1988      | Rosemont, Illinois                    | Estados Unidos | Rosemont Horizon                                                                             |   |
| 18 de diciembre de 1988      | Detroit                               | Estados Unidos | Joe Louis Arena                                                                              |   |
| 20 de diciembre de 1988 ?    | Albany, Georgia                       | Estados Unidos | Albany Civic Arena ?                                                                         |   |
| 21 de diciembre de 1988      | Atlanta                               | Estados Unidos | Omni Coliseum                                                                                |   |
| 26 de diciembre de 1988      | Tucson, Arizona                       | Estados Unidos | Tucson Community Center Arena                                                                |   |
| 27 de diciembre de 1988      | Phoenix, Arizona                      | Estados Unidos | Arizona Veterans Memorial Coliseum                                                           |   |
| 28 de diciembre de 1988      | San Diego                             | Estados Unidos | San Diego Sports Arena                                                                       |   |
| 30 de diciembre de 1988      | Long Beach, California                | Estados Unidos | Long Beach Arena                                                                             |   |
| 31 de diciembre de 1988      | Long Beach, California                | Estados Unidos | Long Beach Arena                                                                             |   |
| 6 de enero de 1989           | Houston                               | Estados Unidos | The Summit                                                                                   |   |
| 7 de enero de 1989 ?         | Shreveport, Louisiana                 | Estados Unidos | Hirsch Memorial Coliseum                                                                     |   |
| 8 de enero de 1989           | Dallas                                | Estados Unidos | Reunion Arena                                                                                |   |
| 9 de enero de 1989 ?         | Oklahoma City                         | Estados Unidos | Oklahoma State Fair Arena or Myriad Convention Center                                        |   |
| 10 de enero de 1989          | Kansas City, Misuri                   | Estados Unidos | Kemper Arena                                                                                 |   |
| 12 de enero de 1989          | Albuquerque, New Mexico               | Estados Unidos | Tingley Coliseum                                                                             |   |
| 13 de enero de 1989          | Denver                                | Estados Unidos | McNichols Sports Arena                                                                       |   |
| 15 de enero de 1989          | Oakland, California                   | Estados Unidos | Oakland Arena                                                                                |   |
| 16 de enero de 1989          | Sacramento                            | Estados Unidos | ARCO Arena                                                                                   |   |
| Enero 16 o 17?, 1989         | Fresno, California                    | Estados Unidos | Selland Arena ?                                                                              |   |
| 17 de enero de 1989          | Reno, Nevada                          | Estados Unidos | Lawlor Events Center                                                                         |   |
| 19 de enero de 1989          | Portland, Oregón                      | Estados Unidos | Veterans Memorial Coliseum                                                                   |   |
| 20 de enero de 1989          | Seattle                               | Estados Unidos | Seattle Coliseum                                                                             |   |
| 22 de enero de 1989          | Salt Lake City                        | Estados Unidos | Salt Palace                                                                                  |   |
| 25 de enero de 1989 ?        | Bloomington                           | Estados Unidos | Met Center                                                                                   |   |
| 26 de enero de 1989 ?        | Ames                                  | Estados Unidos | Hilton Coliseum                                                                              |   |
| 28 de enero de 1989 ?        | Omaha                                 | Estados Unidos | Omaha Civic Arena                                                                            |   |
| 29 de enero de 1989 ?        | Cedar Rapids                          | Estados Unidos | Five Seasons Arena                                                                           |   |
| 30 de enero de 1989          | St. Louis                             | Estados Unidos | Kiel Auditorium                                                                              |   |
| ? de febrero de 1989         | Memphis                               | Estados Unidos | Mid-South Coliseum ?                                                                         |   |
| ? de febrero de 1989         | Nashville or Antioch ?                | Estados Unidos | Nashville Municipal Auditorium or Starwood Amphitheatre ?                                    |   |
| ? de febrero de 1989         | Johnson City                          | Estados Unidos | Freedom Hall ?                                                                               |   |
| ? de febrero de 1989         | Fort Wayne                            | Estados Unidos | Allen County War Memorial Coliseum or Allen County Expo Center ?                             |   |
| ? de febrero de 1989         | Columbus                              | Estados Unidos | Ohio Expo Coliseum or Ohio Center ?                                                          |   |
| ? de febrero de 1989         | Louisville                            | Estados Unidos | Freedom Hall, Louisville Gardens, Cardinal Stadium, Kentucky International Convention Center |   |
| ? de febrero de 1989         | Cincinnati                            | Estados Unidos | Riverfront Coliseum, Cincinnati Gardens, Riverbend Music Center                              |   |
| ? de febrero de 1989         | Saginaw                               | Estados Unidos | Wendler Arena                                                                                |   |
| ? de febrero de 1989         | Toledo                                | Estados Unidos | Toledo Sports Arena                                                                          |   |
| Asia                         |                                       |                |                                                                                              |   |
| 27 de febrero de 1989        | Tokio                                 | Japón          | Tokyo Kōsei Nenkin Kaikan                                                                    |   |
| 1 de marzo de 1989           | Yokohama                              | Japón          | Yokohama Cultural Gymnasium                                                                  |   |
| 2 de marzo de 1989           | Tokio                                 | Japón          | Nippon Budokan                                                                               |   |
| 4 de marzo de 1989           | Nagoya                                | Japón          | Nagoya Civic Assembly Hall                                                                   |   |
| 7 de marzo de 1989           | Fukuoka                               | Japón          | Fukuoka Sunpalace                                                                            |   |
| 8 de marzo de 1989           | Osaka                                 | Japón          | Orix Theater                                                                                 |   |
| 10 de marzo de 1989          | Osaka                                 | Japón          | Festival Hall, Osaka                                                                         |   |
| Europa (segunda etapa)       |                                       |                |                                                                                              |   |
| 29 de marzo de 1989          | Helsinki                              | Finlandia      | Helsinki Ice Hall                                                                            |   |
| 31 de marzo de 1989          | Estocolmo                             | Suecia         | Solnahallen                                                                                  |   |
| 1 de abril de 1989           | Gothenburg                            | Suecia         | Lisebergshallen                                                                              |   |
| 3 de abril de 1989           | Drammen                               | Noruega        | Drammenshallen                                                                               |   |
| 4 de abril de 1989           | Lund                                  | Suecia         | Olympen                                                                                      |   |
| 5 de abril de 1989           | Copenhague                            | Dinamarca      | K.B. Hallen                                                                                  |   |
| 7 de abril de 1989           | Arnhem                                | Holanda        | Rijnhal                                                                                      |   |
| 8 de abril de 1989           | Bruselas                              | Bélgica        | Forest National                                                                              |   |
| 10 de abril de 1989          | París                                 | Francia        | Zénith Paris                                                                                 |   |
| 11 de abril de 1989          | Villeurbanne                          | Francia        | Le Transbordeur                                                                              |   |
| 13 de abril de 1989          | Barcelona                             | España         | Palau dels Esports de Barcelona                                                              |   |
| 14 de abril de 1989          | Madrid                                | España         | Pabellón del Real Madrid                                                                     |   |
| 15 de abril de 1989          | San Sebastián                         | España         | Velódromo de Anoeta                                                                          |   |
| 17 de abril de 1989          | Milan                                 | Italia         | Palatrussardi                                                                                |   |
| 19 de abril de 1989          | Düsseldorf                            | Alemania       | Philips Hall                                                                                 |   |
| 20 de abril de 1989          | Ravensburg                            | Alemania       | Upper Swabia Hall                                                                            |   |
| 21 de abril de 1989          | Munich                                | Alemania       | Rudi-SedlMayoer-Halle                                                                        |   |
| 23 de abril de 1989          | Viena                                 | Austria        | Cure Hall                                                                                    |   |
| 24 de abril de 1989          | Fürth                                 | Alemania       | Stadthalle Fürth                                                                             |   |
| 25 de abril de 1989          | Ludwigshafen                          | Alemania       | Friedrich-Ebert-Halle                                                                        |   |
| 27 de abril de 1989          | Offenbach                             | Alemania       | Stadthalle Offenbach                                                                         |   |
| 28 de abril de 1989          | Böblingen                             | Alemania       | Sporthalle                                                                                   |   |
| 30 de abril de 1989          | Dortmund                              | Alemania       | Westfalenhalle (Metal Hammer Festival)                                                       |   |
| 1 de mayo de 1989            | Oldenburg                             | Alemania       | Weser-Ems-Halle                                                                              |   |
| 3 de mayo de 1989            | Birmingham                            | Inglaterra     | NEC Arena                                                                                    |   |
| 4 de mayo de 1989            | Hammersmith                           | Inglaterra     | Hammersmith Odeon                                                                            |   |
| 5 de mayo de 1989            | Hammersmith                           | Inglaterra     | Hammersmith Odeon                                                                            |   |
| Norteamérica (Etapa final)   |                                       |                |                                                                                              |   |
| 1 de junio de 1989           | Poughkeepsie, Nueva York              | Estados Unidos | The Chance                                                                                   |   |
| 4 de junio de 1989           | Upper Darby, Pennsylvania             | Estados Unidos | Tower                                                                                        |   |
| Junio ?, 1989                | Hempstead, Nueva York                 | Estados Unidos | Nassau Coliseum                                                                              |   |
| Junio ?, 1989                | Binghamton, Nueva York                | Estados Unidos | Broome County Veterans Memorial Arena                                                        |   |
| Junio ?, 1989                | Ames, Iowa                            | Estados Unidos | Hilton Coliseum                                                                              |   |
| Junio ?, 1989                | Memphis, Tennessee                    | Estados Unidos | Mid-South Coliseum ?                                                                         |   |
| Junio ?, 1989                | Nashville, Tennessee                  | Estados Unidos | Nashville Municipal Auditorium or Starwood Amphitheatre ?                                    |   |
| Junio ?, 1989                | Johnson City, Tennessee               | Estados Unidos | Freedom Hall Civic Center                                                                    |   |
| Junio ?, 1989                | Columbus, Ohio                        | Estados Unidos | Ohio Expo Coliseum or Ohio Center ?                                                          |   |
| Junio ?, 1989                | Muskegon, Michigan                    | Estados Unidos | L.C. Walker Arena ?                                                                          |   |
| Junio ?, 1989                | Saginaw, Míchigan                     | Estados Unidos | Wendler Arena ?                                                                              |   |
| Junio ?, 1989                | Toledo, Ohio                          | Estados Unidos | Toledo Sports Arena                                                                          |   |
| 14 de junio de 1989          | Salisbury, Maryland                   | Estados Unidos | Wicomico Civic Arena                                                                         |   |
| 15 de junio de 1989          | Columbia, Maryland                    | Estados Unidos | Merriweather Post Pavilion                                                                   |   |
| 16 de junio de 1989          | Roanoke, Virginia                     | Estados Unidos | Roanoke Civic Arena                                                                          |   |
| 18 de junio de 1989          | Charleston, West Virginia             | Estados Unidos | Charleston Civic Center                                                                      |   |
| 19 de junio de 1989          | Richmond, Virginia                    | Estados Unidos | Richmond Coliseum                                                                            |   |
| 21 de junio de 1989          | Portland, Maine                       | Estados Unidos | Cumberland County Civic Arena                                                                |   |
| 23 de junio de 1989          | New Haven, Connecticut                | Estados Unidos | New Haven Coliseum                                                                           |   |
| 24 de junio de 1989          | Worcester, Massachusetts              | Estados Unidos | Worcester Centrum                                                                            |   |
| 25 de junio de 1989          | East Rutherford, New Jersey           | Estados Unidos | Izod Center                                                                                  |   |
| 27 de junio de 1989          | Providence, Rhode Island              | Estados Unidos | Providence Civic Arena                                                                       |   |
| 28 de junio de 1989          | Philadelphia                          | Estados Unidos | Spectrum                                                                                     |   |
| 30 de junio de 1989          | Darien, Nueva York                    | Estados Unidos | Lakeside Amphitheater                                                                        |   |
| 1 de julio de 1989           | Glens Falls, Nueva York               | Estados Unidos | Glens Falls Civic Center                                                                     |   |
| 2 de julio de 1989           | Middletown, Orange County, Nueva York | Estados Unidos | Orange County Fairgrounds Stadium                                                            |   |
| 4 de julio de 1989           | Weedsport, Nueva York                 | Estados Unidos | Cayuga County Fairgrounds Speedway                                                           |   |
| 5 de julio de 1989           | Allentown, Pennsylvania               | Estados Unidos | Allentown Fairgrounds                                                                        |   |
| 7 de julio de 1989           | Charlevoix, Michigan                  | Estados Unidos | Castle Farms                                                                                 |   |
| 8 de julio de 1989           | Toronto                               | Canadá         | CNE Stadium                                                                                  |   |
| 9 de julio de 1989           | Montreal                              | Canadá         | Montreal Forum                                                                               |   |
| 11 de julio de 1989          | Noblesville, Indiana                  | Estados Unidos | Deer Creek Music Theater                                                                     |   |
| 13 de julio de 1989          | Clarkston, Michigan                   | Estados Unidos | Pine Knob Music Theatre                                                                      |   |
| 14 de julio de 1989          | East Troy, Wisconsin                  | Estados Unidos | Alpine Valley Music Theater                                                                  |   |
| 15 de julio de 1989          | Hoffman Estates, Illinois             | Estados Unidos | Poplar Creek Music Theater                                                                   |   |
| 16 de julio de 1989 ?        | Peoria, Illinois                      | Estados Unidos | Peoria Civic Arena ?                                                                         |   |
| 18 de julio de 1989          | Omaha, Nebraska                       | Estados Unidos | Omaha Civic Arena                                                                            |   |
| 19 de julio de 1989          | Cedar Rapids, Iowa                    | Estados Unidos | Five Seasons Arena                                                                           |   |
| 21 de julio de 1989          | Fort Wayne, Indiana                   | Estados Unidos | Allen County War Memorial Coliseum                                                           |   |
| 22 de julio de 1989          | Louisville, Kentucky                  | Estados Unidos | Louisville Gardens                                                                           |   |
| 24 de julio de 1989          | Cincinnati                            | Estados Unidos | Riverfront Coliseum                                                                          |   |
| 26 de julio de 1989          | St. Louis                             | Estados Unidos | Kiel Auditorium                                                                              |   |
| Julio ?, 1989                | Lampe, Missouri                       | Estados Unidos | Swiss Villa Amphitheater                                                                     |   |
| Julio ?, 1989                | Bloomington, Minnesota                | Estados Unidos | Met Center                                                                                   |   |
| Julio ?, 1989                | Wichita, Kansas                       | Estados Unidos | Levitt Arena                                                                                 |   |
| Julio ?, 1989                | Oklahoma City                         | Estados Unidos | Myriad Convention Center                                                                     |   |
| Julio de 1989                | Dallas                                | Estados Unidos | Reunion Arena                                                                                |   |
| 29 de julio de 1989          | Morrison, Colorado                    | Estados Unidos | Red Rocks Amphitheatre                                                                       |   |
| 31 de julio de 1989          | Chandler, Arizona                     | Estados Unidos | Compton Terrace                                                                              |   |
| 2 de agosto de 1989          | Irvine, California                    | Estados Unidos | Irvine Meadows                                                                               |   |
| 3 de agosto de 1989          | Irvine, California                    | Estados Unidos | Irvine Meadows                                                                               |   |
| 4 de agosto de 1989          | Mountain View, California             | Estados Unidos | Shoreline Amphitheatre (Pepsi Music Festival)                                                |   |
| 5 de agosto de 1989          | Sacramento, California                | Estados Unidos | ARCO Arena                                                                                   |   |
| Moscow Music Peace Festival  |                                       |                |                                                                                              |   |
| 13 de agosto de 1989         | Moscú                                 | Rusia          | Central Lenin Stadium                                                                        |   |